# Wufeng (socken i Kina, lat 29,82, long 103,70)
Wufeng (kinesiska: 梧凤乡, 梧凤) är en socken i Kina. Den ligger i provinsen Sichuan, i den sydvästra delen av landet, omkring 99 kilometer söder om provinshuvudstaden Chengdu. Antalet invånare är 6 439. Befolkningen består av 3 258 kvinnor och 3 181 män. Barn under 15 år utgör 11,0 %, vuxna 15-64 år 75 %, och äldre över 65 år 12,0 %.
Genomsnittlig årsnederbörd är 1 512 millimeter. Den regnigaste månaden är juli, med i genomsnitt 367 mm nederbörd, och den torraste är januari, med 14 mm nederbörd.